# 蒙通 (加利福尼亞州)
蒙通（英語：Mentone）是位於美國加利福尼亞州聖貝納迪諾縣的一個人口普查指定地區。

## 地理
蒙通的座標為34°04′12″N 117°08′04″W / 34.07000°N 117.13444°W，而該地最高點為海拔高度503米（即1650英尺）。

## 人口
根據2010年美國人口普查的數據，蒙通的面積為16.146平方千米，當中陸地面積為16.115平方千米，而水域面積為0.031平方千米。當地共有人口8720人，而人口密度為每平方千米540人。